# Киндяков, Михаил Львович
Михаи́л Льво́вич Киндяков (1877—1935) — русский общественный деятель и политик, член IV Государственной думы от Саратовской губернии.

## Биография
Православный. Из потомственных дворян Саратовской губернии. Землевладелец Саратовского и Вольского уездов (2350 десятин).
По окончании Санкт-Петербургского университета по юридическому факультету в 1901 году, поступил на службу в 1-й департамент Сената, где занимал должности помощника обер-секретаря (1906—1908) и исполняющего обязанности обер-секретаря (1908—1912). В апреле 1912 года был назначен состоящим за обер-прокурорским столом в 1-м департаменте. Дослужился до чина надворного советника.
Одновременно со службой вел крупное товарное хозяйство в своих имениях и занимался общественной деятельностью. Избирался депутатом дворянства Вольского уезда (с 1902), гласным Саратовского уездного (с 1903), Вольского уездного и Саратовского губернского земских собраний (с 1906). С 1903 года состоял почетным мировым судьей Саратовского и Вольского уездов. Кроме того, состоял почетным попечителем Вольского сельскохозяйственного училища (с 1906) и действительным членом Саратовской ученой архивной комиссии. Входил в Совет и правление Всероссийской сельскохозяйственной палаты, представлял Саратовское губернское земство в Российской экспортной палате. Был членом Союза 17 октября.
В 1912 году был избран членом Государственной думы от Саратовской губернии. Входил во фракцию октябристов, после её раскола — в группу земцев-октябристов. Состоял секретарем сельскохозяйственной и продовольственной (со 2 декабря 1916) комиссий. Был членом Прогрессивного блока.
В годы Первой мировой войны занимался проведением мобилизации в 26-м участке Саратовского уезда в качестве заведующего военно-конской повинностью. Кроме того, состоял уполномоченным Общества Красного Креста и помощником управляющего полевыми складами Красного Креста на Юго-Западном фронте. С 24 февраля по 7 июля 1915 года находился в Галиции по делам РОКК.
Во время Февральской революции был назначен комиссаром Временного комитета Государственной думы в Государственную типографию. Затем был комиссаром ВКГД и Временного правительства в Комитете военно-санитарных организаций великих княгинь Марии Павловны и Виктории Федоровны, входил в Главное управление РОКК. С 16 июня 1917 года был избран членом-заместителем в Общегосударственный продовольственный комитет и членом ВКГД.
Весной и летом 1917 года саратовские имения Киндякова были разграблены: в Саратовском уезде крестьяне отобрали 180 десятин земли, а в деревне Садовке Вольского уезда крестьяне вырубили часть леса и конфисковали пашни и покосы. После Октябрьской революции выбрался в Сибирь. В 1918 году состоял уполномоченным РОКК при верховном правителе адмирале Колчаке, а в 1919 году был назначен товарищем министра земледелия в Омском правительстве Колчака.
С 1920 года в эмиграции в Харбине, затем в Париже. Был председателем ревизионной комиссии и членом особой комиссии (1921—1932) в Главном управлении РОКК за границей. Входил в правление Русского эмигрантского комитета, возглавляемого В. А. Маклаковым (1924), был генеральным секретарем Комитета объединенных организаций, возглавляемого В. Н. Коковцовым (1926—1933), а также членом ЦК Народно-монархического союза (1929). В 1926 году был делегатом Российского Зарубежного съезда в Париже. Участвовал в собраниях Российского торгово-промышленного и финансового союза (1929). Входил в редакцию газеты «Россия и славянство» (1931), был членом кружка «К познанию России» (1933).
Умер в 1935 году от сердечной болезни. Похоронен на кладбище Сент-Женевьев-де-Буа.